# Грас-Олон
Грас-Олон (на френски: Grâce-Hollogne) е селище в Югоизточна Белгия, окръг Лиеж на провинция Лиеж. Населението му е около 21 800 души (2006).